# Juliusz Machulski
Juliusz Machulski (Olsztyn 10 de marzo de 1955) es un director, productor cinematográfico, actor, guionista y dramaturgo polaco, fundó el estudio cinematográfico SF Zebra en 1988.

## Biografía
Juliusz Machulski es hijo de Jan Machulski y Halina Machulska. En 1973 se graduó en el VII Liceum Ogólnokształcące Juliusz Słowacki en Varsovia. Entre los años 1973 y 1974 estudió en la Facultad de Filología Polaca de la misma ciudad, continuando sus estudios para ser director de cine en la Escuela Nacional de Cine en Łódź (diplomado en 1980). Está casado con Eva Machulska, y relacionado anteriormente con las actrices Bożena Stryjkówna y Liza Machulska.
Autor premiado en numerosas ocasiones por su comedia original y futurista y que muestra unos elementos de sátira política y moral. También ha sido actor en diversas películas (Personel, Lekcja martwego języka, Zabij mnie glino).
El 10 de diciembre de 1998 se colocó su estrella en la avenida de las Estrellas en la calle Piotrkowska, en Łódź.

## Películas principales
- 1981 – Vabank
- 1984 – Seksmisja
- 1984 – Vabank II czyli riposta, Vabank II la respuesta
- 1987 – Kingsajz
- 1990 – Déjà vu
- 1991 – VIP
- 1992 – Szwadron
- 1995 – Girl Guide, Chica guía
- 1995 – Matki, żony i kochanki  (serie de televisión), Madres, esposas y amantes
- 1997 – Kiler
- 1999 – Kiler-ów 2-óch
- 2000 – Pieniądze to nie wszystko, El dinero no lo es todo
- 2003 – Superprodukcja, Superproducción
- 2004 – Vinci
- 2008 - Ile waży koń trojański?, ¿Cuánto pesa el caballo de Troya?

## Premios
- 1981 – Mejor director con el estreno de Vabank en el Festival Cinematográfico de Ficción Polaco (FPFF), en Gdyni.
- 1984 – Premio principal por la película Seksmisję en el FPFF en Gdyni.
- 1984 – Talar de oro por la película Seksmisja.
- 1985 – Pato de oro por la película Seksmisja.
- 1995 – Gran Premio del Festival Cinematográfico de Ficción Polaco (Gran Premio del jurado «Leones de Oro») por la película Girl Guide.
- 1998 – Pato de oro por la película Kiler.
- 1999 – Gran Premio del Festival Cinematográfico de Ficción Polaco (Gran Premio del jurado «Leones de Oro») por la película Dług.
- 2003 – Granada de oro en el Festival cinematográfico de comedia en Lubomierz por la película Kiler-ów 2-óch.
- 2002 - Gran Premio del Festival Cinematográfico de Ficción Polaco (Gran Premio del jurado «Leones de Oro») por la película Dzień świra.
- 2003 - Granada de oro en el Festival cinematográfico de comedia en Lubomierz por la película Superprodukcja.
- 2004 – Festival Cinematográfico de Ficción Polaco, premio por el guion de la película Vinci.
- 2006 - Gran Premio del Festival Cinematográfico de Ficción Polaco (Gran Premio del jurado «Leones de Oro») por la película Plac Zbawiciela.